# سامانتا کاراولا
سامانتا کاراولا (به انگلیسی: Samanta Karavella) (زاده ۹ ژوئیهٔ ۱۹۹۰) خواننده آلبانیایی است.